# Міжнародна школа Організації Об'єднаних Націй

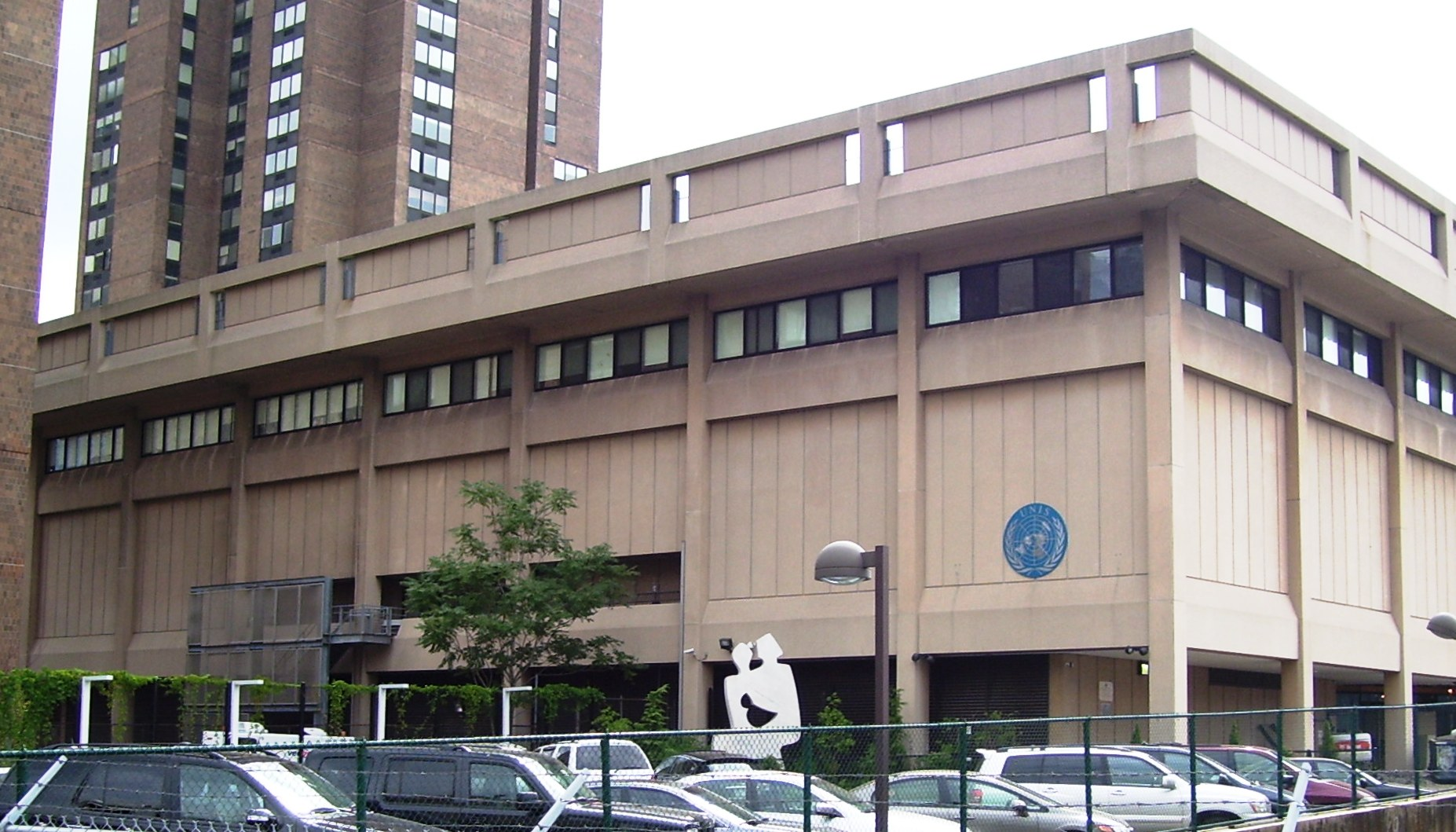
UNIS та бізнес-комплекс «Waterside Plaza» у Мангеттені

Міжнародна школа Організації Об'єднаних Націй (англ. United Nations International School (UNIS)) — міжнародна школа, яка є членом Ради міжнародних шкіл (англ. Council of International Schools — «CIS») та Європейської Ради міжнародних шкіл, (англ. European Council of International Schools — «ECIS»). Школа розташована у Нью-Йорку неподалік від штаб-квартири ООН.

## Коротка історія
Школа UNIS була створена у Нью-Йорку в 1947 році за ініціативи та зусиллями членів родин, які працювали в ООН, і розпочиналася як дитячий садочок для 20 діток. Із їх ростом зростала і «дорослішала» школа та її класи, поповнюючись учнями та викладачами. Нині у школі навчається більше 1 600 учнів.
У 1973 був спроектований і побудований мангеттенський кампус школи (англ. Manhattan Campus), який наразі є основним. Кампус розташовується поряд із корпусами бізнес-комплексу «Waterside Plaza» за адресою: 24-50 Franklin D. Roosevelt East River Drive (FDR Drive), New York. Згодом, зовсім поряд, за 17 миль від основного кампусу, було споруджено другий кампус у Квінзі (англ. Queens Campus) за адресою: 173-53 Croydon Road, Jamaica Estates (меморіал у Квінзі).

## Акредитовані навчальні плани і програми
Школа пропонує своїм учням одну із програм міжнародного бакалаврату, а саме, «IB Diploma Programme» (укр. Програма для здобуття диплома) — програма повної загальної середньої освіти, розроблена міжнародною некомерційною приватною освітньою фундацією International Baccalaureate, орієнтована на учнів старших класів (11, 12 класи).
Дипломи про середню освіту (англ. The IB diploma) надають можливість здобувати вищу освіту та приймаються і визнаються практично усіма університетами і вищими навчальними закладами США, а також більш як 2 337 університетами в 90 державах світу. Кожен університет має власну політику до зарахування студентів, які здобули IB-диплом. Основною умовою прийому є певна для кожного з університетів кількість балів.
Навчальні програми двомовні і проводяться англійською та французькою чи іспанською, залежно від побажання учнів. Навчальними програмами іспанською опікується Міністерство освіти, культури та спорту Іспанії, а французькою — Французька світська місія (фр. Mission laïque française MLF)) за узгодженням із Міністерством освіти Франції. Окрім цих мов у школі вивчають і інші іноземні мови, та рідні мови школярів залежно від країн їх походження.

## Відомі учні
| Фото                             | Прізвище                  | Опис |
|                                  | Дороті Волкер Буш         | Донька 41-го президента США Джорджа Герберта Вокера Буша |
|                                  | Ясмін Бліт                | Американська акторка, фотомодель |
|                                  | Кейт Бертон               | Американська акторка валлійського походження, донька британського актора Річарда Бертона |
|                                  | Сара Джонс                | Американська письменниця-драматург, актриса і поетеса, лауреат премій Тоні, Обіє. |
|                                  | Сара Кей                  | Американська поетеса, засновниця та один із директорів проекту V.O.I.C.E. |
|                                  | Рашид Халіді              | Американський історіограф Середнього Сходу палестинського походження, професор Колумбійського університету |
|                                  | Міа Моттлі                | Барбадоська опозиціонерка, правник, політик |
|                                  | Ґауро Нанда               | Індійський кіно-, теле- та театральний актор, засновник театральної студії «Індійська студія актора» |
| Файл:Amanda Plummer 1987 CBS.jpg | Аманда Пламмер            | Американо-канадська акторка, донька канадського актора Кристофера Пламмера, лауреат премій Еммі (двічі), Тоні, Сатурн |
|                                  | Джон Зорн                 | Американський композитор, музикант, аранжувальник, продюсер та один із лідерів сучасного авангарду |
|                                  | Блейк Морґан              | Американський музикант, співак та композитор, власник студії звукозапису |
|                                  | Вілл Ґлак                 | Американський кінорежисер, кінопродюсер, сценарист, поет та композитор, лауреат багатьох премій, включаючи Золотий глобус за найкращу пісню                                                                                           |
|                                  | Майк Ґрінберґ             | Американський ведучий телевізійних та радіо-шоу на ESPN та ABC каналах |
|                                  | Гері Коен                 | Американський спортивний радіо- та телекоментатор, диктор команди Нью-Йорк Метс Головної бейсбольної ліги |
|                                  | Дженніфер Грей            | Американська акторка та танцівниця, учасниця і переможниця телешоу «Танці з зірками» |
|                                  | Аса Акіра (Аса Такігамі)  | Американська порноакторка. Через неуспішність була змушена покинути школу. |
|                                  | Василь Зурабович Церетелі | Російський художник, член Російської академії мистецтв, член Російського єврейського конгресу, син відомого художника Церетелі Зураба Костянтиновича, Народного художника СРСР, дійсного члена Національної академії мистецтв України |